# Acela Express
Az Acela Express /ejtése kb: aSZEla/ egy nagysebességű vasúti járat az Amerikai Egyesült Államok északkeleti részén. A járat Washingtont és Bostont köti össze New York City, Baltimore és Philadelphia érintésével. Az ország egyik legsűrűbben lakott területén, az úgynevezett északkeleti korridorban a vasútpálya szűk fordulókat vesz, ezért az Acela Express kocsiszekrénye bedől az ívekben, és így csökkenti az utasokat kényelmetlenül érinthető, oldalirányú rántásokat. Az Acela Express az USA egyetlen nagysebességű vonala – a Floridába tervezett Florida High Speed Rail 2004-ben nem jutott el a megvalósításig; 2010-ben az Obama-kormány újraindította a programot. Az állomások között 120 és 240 km/h sebesség között száguldó vasút rendkívüli népszerűségre tett szert egy olyan országban, ahol a vasúti személyszállításnak a gépkocsi mellett már szinte semmi szerepe nincsen. Egyes felmérések szerint az Amtrak a Washington–New York útvonal személyforgalmának több mint felét csábította vonatozásra. A vonat sebességét jelentősen befolyásolja a pálya minősége, és a világ többi nagy sebességű vasútjához képest az Acela Express a leglassabb.

## Neve
Az Acela márkanevet 1999-ben hozták létre. A szó a gyorsulás angol megfelelőjére, az accelerate-re hasonlít, hogy ezzel is tükrözze a magas sebességet. Induláskor az Acela háromszintű szolgáltatást nyújtott: Acela Express, Acela Regional és Acela Commuter. Mivel a három közül csak az Acela Express volt tényleges gyorsvasút, a másik kettő nem, ez állandó kavarodáshoz vezetett. A helyiérdekű Acela Commutert végül 2003-ban átnevezték Clocker-ré, az intercity Acela Regional nevéből pedig ejtették az Acela márkát. 2005-től az Amtrak az Acela nevet csakis a nagy sebességű vonatokhoz használja.

## Szükségessége

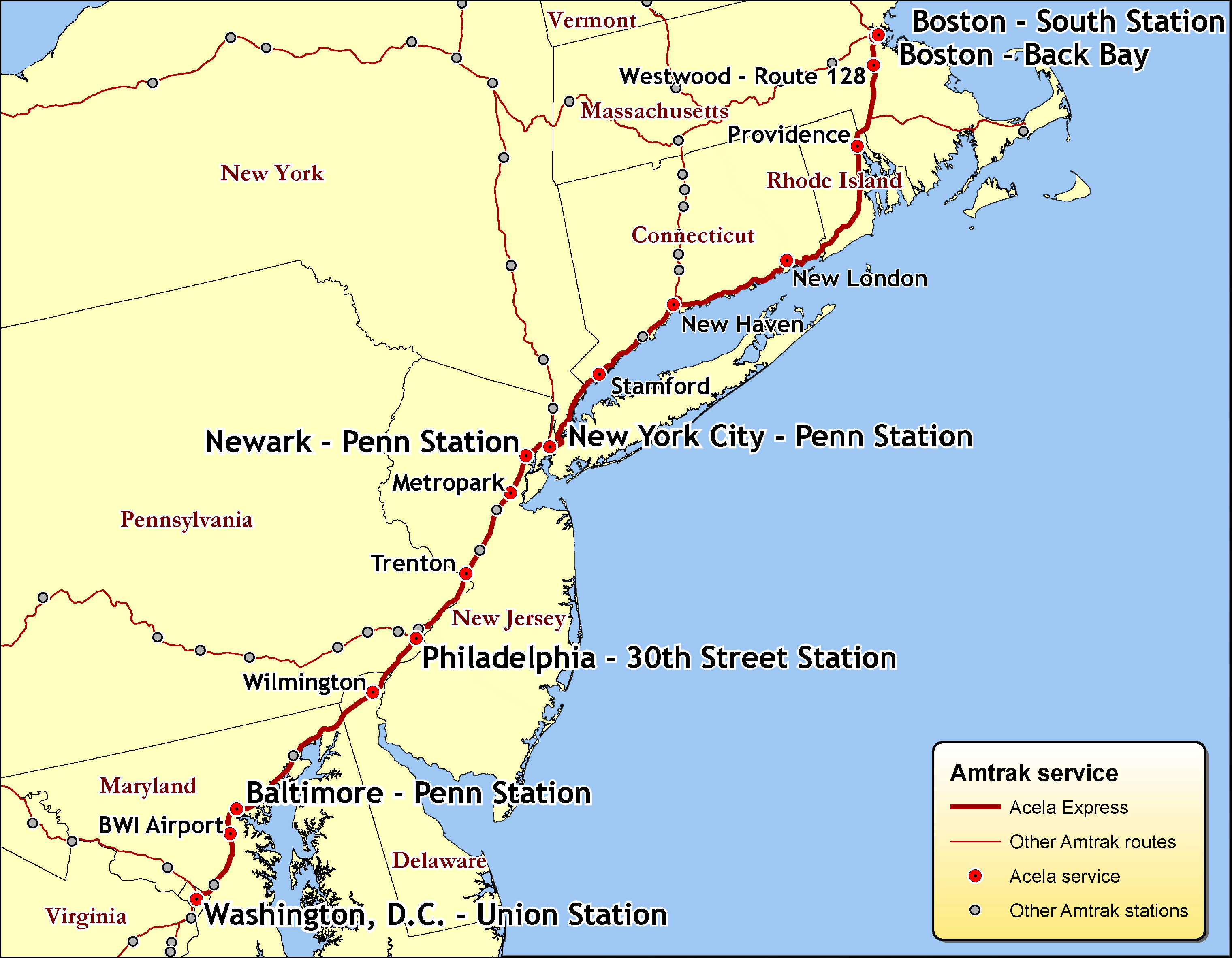
Az Acela express útvonala

Az USA északkeleti részén legnagyobb az ország népsűrűsége, és ebben az északkeleti korridornak (Northeast Corridor, NEC) nevezett régióban utaznak a legtöbben vasúton. Az Egyesült Államok vasúti utasainak kétharmada New York City vonzáskörzetében lakik, és nem véletlenül ebben a városban található az ország legforgalmasabb vasútállomása, a Pennsylvania Station. A légi utazással szembeni verseny arra késztette az Amtrakot, hogy minél gyorsabb vonatokat állítson szolgálatba. A volt Shore Line Railway New Haven és Boston közötti pályaszakasza azonban tele volt éles kanyarokkal, és így a sebességet már nem lehetett ott tovább növelni. A francia TGV-vel és a német ICE-vel ellentétben nem volt lehetőség arra, hogy a nagy sebességű vasútnak új pályát építsenek.
1994 októberében az Amtrak pályázatot írt ki olyan szerelvényre, amely akár 240 km/h-s sebességgel tudott haladni az NEC zsúfolt pályáin. 1996 márciusában a Bombardier (75%) és az Alstom (25%) vegyesvállalatát hirdették ki győztesnek. A kanyarban bedőlő kocsiszekrény konstrukciójának köszönhetően az utasok az éles kanyarokban sokkal nagyobb sebességet is kényelmesen el tudnak viselni, mint egy hagyományos vonattal ugyanazon a szakaszon.
A nagy sebességű szolgáltatást 1999 végén szerették volna beindítani, de ez több akadályba is ütközött. A kocsiszekrények 10 cm-rel szélesebbek voltak a kelleténél, és ezért a vonat nem tudott teljesen bedőlni a kanyarban – így a tervezett csúcssebességet sem tudta elérni. Több más késés miatt végül az első Acela Express vonat 2000. december 11-én indult el, egy évvel a tervezett dátum után.
Amikor befejezték a New Haven és Boston közötti pályaszakasz villamosítását, akkor a vonal összes járata gyorsabb lett. A Boston-New York útvonal az Acela Expressen így már csak három és fél óra hosszú volt, fél órával gyorsabb, mint korábban. A Washington-New York szakasz nagyjából két és fél órányi. Ennyi idő alatt már érdemesebb vonatra szállni, mint repülővel utazni. A 2001. szeptember 11-ei terrortámadást követően még kényelmesebbé vált Acela Expresszel utazni, mint repülővel.

## Utazósebesség
Az általános definíció szerint 200 km/h sebesség felett lehet nagysebességű vasútról beszélni. Az Acela Express csúcsebessége 240 km/h – ezt azonban csak két, összesen 29 km-es pályaszakaszon éri el Rhode Island-en és Massachusettsben. A connecticuti New Haventől északra több olyan pályaszakasz is található, amelyet átépítettek a nagysebességű vasút igényeihez – itt 180–200 km/h a megengedett legnagyobb sebesség. New Yorktól délre az Acela Express csúcssebességét 215 km/h-ban korlátozták, több szakaszon pedig 200 km/h a korlát. Bár maga a pályavezetés elég egyenes ahhoz, hogy 240 km/h-val is lehessen haladni, a felsővezeték-rendszert még az 1930-as évek nagy gazdasági világválsága alatt építették. A felsővezetékekhez nem készült olyan modern kábelfeszítő rendszer, amit a New Haventől keletre található pályaszakaszon használnak, ezért nem lehet 215 km/h-nál gyorsabban haladni. Az 1960-as évek vége felé a Pennsylvania Railroad kísérleti jelleggel üzemeltetett olyan Metroliner szerelvényeket, amelyek a 265 km/h-s sebességet is elérték. Egy rövid ideig menetrend szerinti Metroliner vonatok 240 km/h-val is száguldottak.
Az NEC villamosított hálózatának leglassúbb szakasza a Metro-North Railroad és a Connecticut Department of Transportation tulajdonában található, New Haven és New Rochell között. A megengedett legnagyobb sebesség csupán 145 km/h a New York állami 6 km-es szakaszon, valamint 120 km/h New York államhatár és New Haven között. A kocsiszekrény bedöntése szövetségi vasútbiztonsági előírások miatt nem lehetséges a Metro-North és a ConnDOT szakaszain – teljes bedőlésnél a szokásosnál szélesebb Acela Express szerelvény csupán 25 cm-re lenne a szembejövő szerelvénytől.
A menetrend szerinti leggyorsabb Acela Express járat reggel 5 órakor indul Washingtonból a bostoni South Station-be; az út hossza 6 óra 36 perc. Tizenöt perces New York-i megállással számítva a 734 km-es út átlagsebessége 116 km/h. A Washington-New York közötti 362 km-es út hossza 2 óra 48 perc, 130 km/h-s átlagsebességgel.
2007. július 9-én az Amtrak két új expressz járatot indított. A 2105-ös reggel 6:50-kor indul a New York-i Penn Stationről, és csak Philadelphiában áll meg mielőtt 9.25-kor Washingtonba ér. A másik irányba a 2120-as megy, 15.55-ös washingtoni indulással, szintén csak philadelphiai megállással. Ez este fél hétre érkezik New Yorkba. Így a két város közötti út már csak 2 óra 35 perc, azaz nagyjából egy órával gyorsabb, mint a Regional intercity járatok közül a gyorsabbak. Az új járattal az Acela a pálya bizonyos részein található korlátozások miatti sebességveszteséget kívánja valahogyan behozni.

## Szerelvény
Bár első ránézésre a szerelvény két végén található, egyenként 6000 lóerős (4474 kW) motorkocsi francia TGV-re emlékeztethet, a TGV-ből csupán a motorkocsik négy aszinkron váltóáramú villanymotorja került át az Acela Expressbe. Az ingázó kocsiszekrény a Bombardier korábbi, kanadai fejlesztésű LRC vonatain alapul, és nem a TGV megosztott zsámolyain. A mozdonyok és a kocsik is sokkal nehezebbek, mint a TGV-é, mert csak így lehetett megfelelni az eltérő amerikai balesetbiztonsági előírásoknak.

## Meghibásodások és balesetek
- 2002 augusztusában, nem sokkal a megjelenésüket követően, az Acela Express szerelvényeket rövid ideig kivonták a forgalomból, amikor repedéseket fedeztek fel a kocsizsámoly lengéscsillapítóiban. A tervezési hibát orvosolták, és az összes szerelvény kérdéses alkatrészeit kicserélték.
- 2005. április 15-én a szerelvényeket újra kivonták a forgalomból, amikor repedéseket találtak a legtöbb kocsi tárcsafékjein. A tárcsákat a gyártó garanciálisan cserélte, és 2005 júliusában kevesebb szerelvénnyel ugyan, de újra indult az Acela Express szolgáltatás. A kimaradások alatt azok a Metroliner vonatok álltak be helyettesíteni, amelyeket az Acela Express volt hivatott kiváltani. Az Amtrak 2005. szeptember 21-én bejelentette, hogy mind a 20 szerelvény visszaállt a forgalomba.
- Egy héttel később, 2005. szeptember 28-án megtörtént az első Acela Express sorompós baleset, amikor egy Bostonból Washington felé tartó szerelvény nekiütközött egy személygépkocsinak. A Ford Taurus a NEC kisszámú, még megmaradt vasúti átjáróinak egyikében gurult át lassan a sorompó alatt a connecticuti Waterford városában. A vonat nagyjából 115 km/h sebességgel haladt, amikor a kocsi elégurult, és a vonat 300 méteren át tolta maga előtt. A 62 éves sofőr és az egyik, 8 éves unokája a helyszínen életét vesztette; a 4 éves másik unoka kilenc nappal később hunyt el a kórházban. A baleset éles felzúdulást váltott ki az Amtrak forgalmas, északnyugati korridorban megmaradt 11 vasúti átjárója ellen – annak ellenére, hogy a balesetet vizsgáló bizottság megállapította, hogy a sorompó a baleset idején hibátlanul üzemelt.[4][5][6]
- 2007. január 14-én egy gimnazistát gázolt el a vonat, amikor az a massachusettsi Mansfield állomáson a peron túloldalán észrevette az édesanyját, és át akart szaladni a vágányok között. Az éppen akkor érkező, 200 km/h sebességű Acela Express másfél kilométerre tudott teljesen megállni.[7][8]
- 2011 augusztusában három napig szüneteltek az Acela járatok Washington és New York között, mert az Irene hurrikán okozta esőzést követően Trenton térségében víz alatt voltak a sínek.[9]

## Jellemzők
A szerelvény két motorkocsiból, egy étkezőkocsiból, egy első osztályú vagonból és négy business class vagonból áll. Az Acela Express ülései újabbak és kényelmesebbek, mint a lassabb intercity szerelvényeké. Az első osztályú vagonban 44, szélesebb és kényelmesebb ülés található, mint amilyen a másik 260 business class ülés. Az Acela Express sajátossága, hogy a business class vagonok egyike úgynevezett „Quiet Car” (csendes vagon). Ebben a vagonban tilos a mobiltelefonok használata valamint a suttogásnál hangosabb beszélgetés. A pihenést a tompított világítás is segíti. 2010 márciusa óta az Acela vonatokon ingyenes vezeték nélküli internetszolgáltatás is az utasok rendelkezésére áll.

### Oldalak
- Amtrak hivatalos oldala az Acela Express-ről
- Travel & Leisure magazin: Amtrak accelerates at last
- Acela Express szerelvény adatai
- Acela Express fényképek a Railpictures.net and RR Picture Archives oldalon
- Az Acela népszerűsítésére szervezett rendezvény 2000-ben
- Első Acela Express járatról készült prezentáció – 2000. november 16.; Stan's RailPix